# Cyrtinus melzeri
Cyrtinus melzeri es una especie de escarabajo longicornio del género Cyrtinus, tribu Cyrtinini, orden Coleoptera. Fue descrita científicamente por Martins & Galileo en 2009.

## Descripción
Mide 2,5-3,1 milímetros de longitud.

## Distribución
Se distribuye por Costa Rica.